# Liste des maires de Verdun-sur-Garonne
Ci-dessous une liste des maires de Verdun-sur-Garonne depuis 1790.

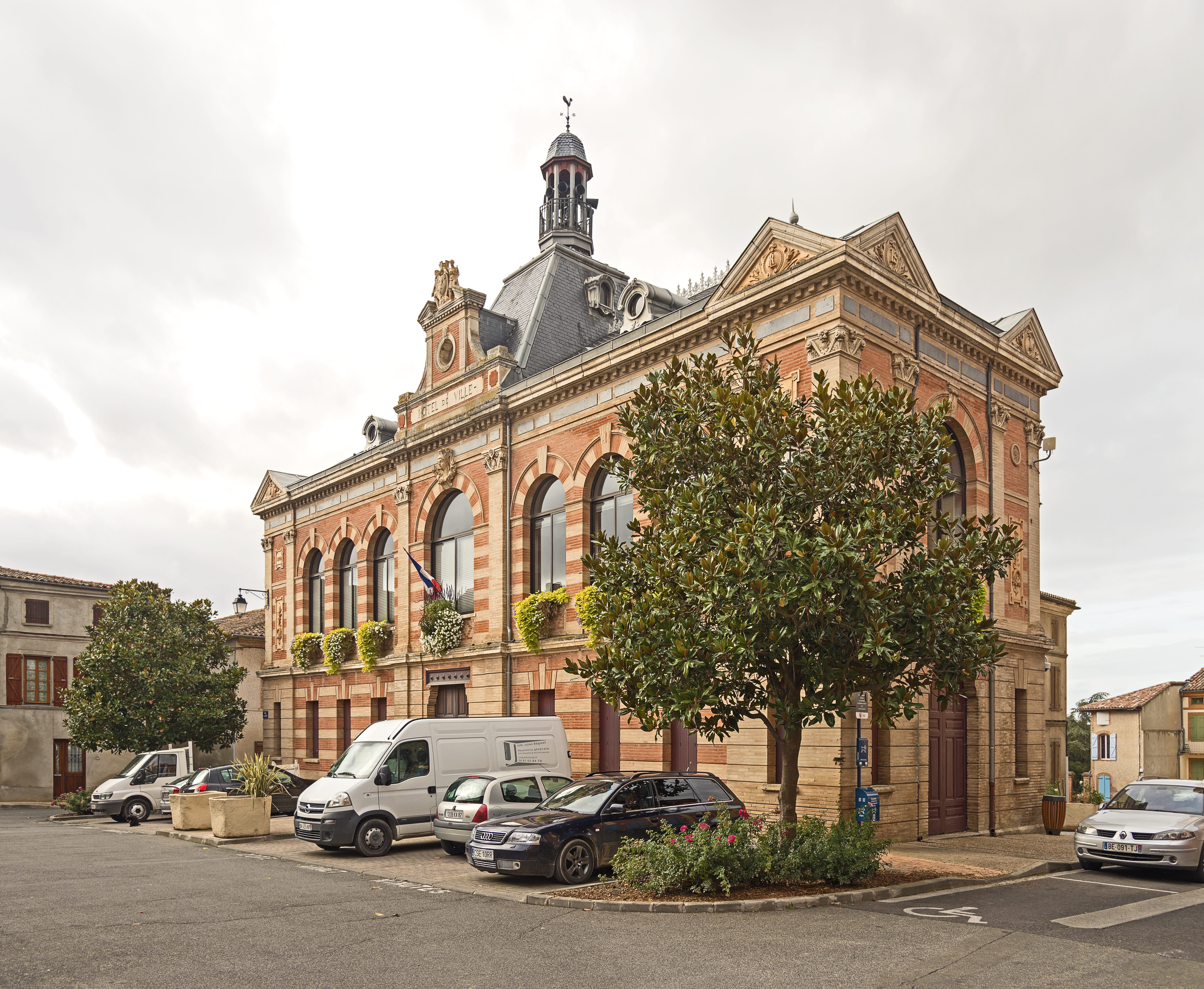
L'hôtel de ville.

## Liste des maires
| Période          | Période           | Identité                             | Étiquette | Qualité                                                                         |
| ---------------- | ----------------- | ------------------------------------ | --------- | ------------------------------------------------------------------------------- |
| 20 février 1790  | 19 septembre 1790 | Joseph Victor Alexandre Lamagdelaine |           | avocat                                                                          |
| 20 novembre 1791 | octobre 1792      | Joseph Victor Alexandre Lamagdelaine |           | avocat                                                                          |
| 1793             | 1793              | Antoine Vidal                        |           |                                                                                 |
| 1793             | 1794              | Bernard Bosc                         |           |                                                                                 |
| 1794             | 1794              | Jean-Baptiste Arthaud-Lacroix        |           |                                                                                 |
| 1794             | 1795              | Bernard Cousseran                    |           |                                                                                 |
| 1795             | 1797              | Antoine Arquie                       |           |                                                                                 |
| 1797             | 1798              | Pierre Bayssade                      |           |                                                                                 |
| 1798             | 1798              | Antoine Arquie                       |           |                                                                                 |
| 1798             | 1799              | Pierre Bayssade                      |           |                                                                                 |
| 1799             | 1808              | Jean-Baptiste Joseph Barbot          |           |                                                                                 |
| 1808             | 1815              | Gouze Saint Martin                   |           |                                                                                 |
| 1815             | 1831              | François Laparre de Saint Sernin     |           |                                                                                 |
| 1831             | 1848              | Alexandre Andraud                    |           | Conseiller d'arrondissement                                                     |
| 1848             | 1851              | Achille Desizgaulx                   |           |                                                                                 |
| 1851             | 1863              | Henri Double                         |           | Conseiller général                                                              |
| 1863             | 1864              | Jean Bayssade (1798-1866)            |           | Notaire                                                                         |
| 1864             | 1870              | Léon Rolland (1831-1912)             |           |                                                                                 |
| 1870             | 1871              | Rémy Commes                          |           |                                                                                 |
| 1871             | 1871              | Emile Simonnot                       |           |                                                                                 |
| 1871             | 1871              | Rémy Commes                          |           |                                                                                 |
| 1871             | 1877              | Léon Rolland (1831-1912)             |           | Conseiller général                                                              |
| 1877             | 1878              | Emile Simonnot                       |           |                                                                                 |
| 1878             | 1882              | Léon Rolland (1831-1912)             |           | Conseiller général                                                              |
| 1882             | 1884              | Jean Aubian                          |           |                                                                                 |
| 1884             | 1886              | Edmond Raspide                       |           |                                                                                 |
| 1886             | 1889              | François Garguy                      |           |                                                                                 |
| 1889             | 1892              | Jean Clamens                         |           |                                                                                 |
| 1892             | 1892              | Edmond Raspide                       |           |                                                                                 |
| 1892             | 1894              | Gilles Laforgue                      |           |                                                                                 |
| 1894             | 1897              | Edmond Raspide                       |           |                                                                                 |
| 1897             | 1898              | Pierre Cluzet                        |           |                                                                                 |
| 1898             | 1899              | Edmond Raspide                       |           |                                                                                 |
| 1899             | 1899              | Jean-Baptiste Pescay                 |           |                                                                                 |
| 1899             | 1904              | Edmond Raspide                       |           |                                                                                 |
| 1904             | 1919              | François Faget                       |           |                                                                                 |
| 1919             | 1925              | Alexandre Clamens                    | PCF       | Agriculteur Conseiller général (1945-1951)                                      |
| 1925             | 1929              | Louis Fleygnac                       |           |                                                                                 |
| 1929             | 1941              | Alexandre Clamens                    | PCF       |                                                                                 |
| 1941             | 1944              | M. Bousquet                          |           |                                                                                 |
| 1944             | 1947              | Alexandre Clamens                    | PCF       |                                                                                 |
| octobre 1947     | mars 1971         | Jean Clamens                         | PCF       |                                                                                 |
| mars 1971        | mars 1989         | Jean Dussol                          |           |                                                                                 |
| mars 1989        | mars 2014         | Denis Roger                          | PRG       | Conseiller général, président de la Communauté de communes Garonne et Gascogne  |
| mars 2014        | octobre 2014      | Philippe Botkovitz                   | DVG       |                                                                                 |
| novembre 2014    | juillet 2020      | Aurélie Corbineau                    | EÉLV      | Ancienne vice-présidente de la Communauté de communes Grand Sud Tarn-et-Garonne |
| 9 juillet 2020   | En cours          | Stéphane Tuyères                     | DVG       |                                                                                 |